# ヤッシャ・シルバースタイン
ヤッシャ・シルバースタイン（ドイツ語: Jascha Silberstein, 1934年4月21日 - 2008年11月21日）は、ドイツ出身のチェロ奏者。
ドイツ領（現ポーランド領）シュテティーンの生まれ。ミュンヘンでルドルフ・ヒンデミットにチェロとピアノを学び、ミュンヘン放送管弦楽団やニュルンベルク交響楽団の首席チェロ奏者を務めた。1963年にアメリカに渡ってテキサス大学の教員となり、ピッツバーグ交響楽団の首席チェロ奏者になった。1966年からメトロポリタン歌劇場の首席チェロ奏者を務め、1996年に引退した。
アーカンソー州ホットスプリングスにて死去。